# Сербскија новини
Сербскија новини повседневнија су биле прве српске новине, које су излазиле у Бечу од марта 1791. до краја 1792. године. Грчки штампари браћа Маркидес Пуљо издавали су у Бечу 1790. године једне грчке новине. Како браћа рођена у мешовитом, грчко-српском браку показивали су наклоност и према мајчином роду. Уз помоћ неколико српских трговаца, они су су успели да добију одобрење и организују издавање и новина на славеносрпском језику. Сербскија новини имали су за углед бечке немачке новине сличне врсте, из којих су преводили вести и друге материјале.